# Edgar Ende
Edgar Karl Alfons Ende (Német Birodalom, Altona, ma Hamburg része, 1901. február 23. – Nyugat-Németország, Baiern, 1965. december 27.) német szürrealista festő. Michael Ende ifjúsági regényíró apja.

## Életrajza
Edgar Ende 1901. február 23-án született Németországban, Altonában, mint Gustav és Auguszta fia. 1907-1914 között az altonai általános iskolában tanult. 1916-1920 között Altonában, a School of Arts and Crafts-ban tanult. 1921-ben csatlakozott az Altonai Művészek Egyesületéhez.
1922-ben feleségül vette Gertrude Strunckot, házassága azonban csak négy évig tartott. 1929 végén másodszor is házasságot kötött. Második felesége Louise Bartholomew (1892-1973). Egy év múlva született meg fia , Michael Ende.
Az 1930-as években már elég ismert festő volt Németországban és külföldön egyaránt.
1931-ben a család átköltözött Münchenbe Josef Flossmann szobrászművész villájába . A festő tagja volt a müncheni szecessziónak. Edgar Ende még ez év végére részt vett egy olaszországi utazáson, ahol a pittura Giorgio de Chiricoval lépett kapcsolatba. A náci korszak idején festményeinek eladása nehezebbé vált. 1935-ben a család elköltözött a müncheni Schwabing kerületbe, a Kaulbachstraße 90. 4. emeleti stúdióba. 1936-ban képei kiállítási tilalom alá kerültek; képeit degenerált művészetnek látták. Ő azonban titokban tovább folytatta munkáját. Ezekben az években felesége gyógytornát, masszást tanult, majd ebből tartotta el a családot.
1940 karácsonyán Edgar behívó parancsot kapott a Wehrmachttól a légvédelmi tüzérséghez Bonnba. Később  Lengyelországba, a keleti frontra került, majd 1945-ben amerikai fogságban volt, hat hétig Salzburgban.
1944. április 25-én egy légitámadás során leégett a Kaulbachstraßei lakása véget vetve stúdiójának. Több mint 250 festménye és rajza, munkáinak közel 70 százaléka elpusztult. Csak Ernst Büchner a bajor állami gyűjtemények főigazgatója mentett meg a támadás előtt néhány festményt a biztonság szempontjából.
A háború után, 1946 végén egyik alapítója lett a müncheni művész szakmai szövetségnek. Ugyanebben az évben volt a háború utáni első kiállítása is. 1948-ban megjelent önéletrajza, és első alkalommal vett részt a  Velencei biennálén. A következő évben ő volt  kiválasztva kiállítási menedzsmentnek a nagy müncheni művészeti kiállításon a Haus der Kunston. A kiállítás aktív volt 1961-ig, háromszor választották elnökéül.
1950-ben kezdeményezte a Német Szövetségi Művésztelep az alapítását.
1951-ben találkozott Lotte Schlegel, aki abban az időben  művészeti hallgató volt saját művészeti iskolájában. 1953 végén elhagyta családját, és onnantól Lottevel élt együtt egy Schellingstrassei garzonlakásban.
1958-ban csatlakozott a Centre International de l'Actualité Fantastique et Magique CIAFMA-hoz Brüsszelen. 1963-tól tiszteletbeli tagja lett a Müncheni Képzőművészeti Akadémiának. Ugyanebben az évben, kapta meg az első szívrohamot is, mellyel egy ideig kórházban volt.
Ezután Netterndorfba, München közelébe költözött, ahol egy korábbi iskolaépületben élt. Meghalt 1965 december 27-én a második szívinfarktusban. Az Antholing temetőben temették el.

## Munkássága
A becslések szerint 1200 művet készített élete során. Többsége azonban a második világháború alatt elveszett.